# Požarje
Požarje este o localitate din comuna Zagorje ob Savi, Slovenia, cu o populație de 49 de locuitori.